# Чоктохатчи (река)
Чоктохатчи (англ. Choctawhatchee River) — река в южной части Соединённых Штатов, протекает на юго-востоке штата Алабама и северо-западе штата Флориды, впадает Мексиканский залив. Длина реки составляет 222 километров, а площадь водосборного бассейна составляет 12297 км².

## География
Чоктохатчи начинается в округе Барбур, штат Алабама при слиянии рек Вест-Форк-Чоктохатчи и Ист-Форк-Чоктохатчи. Затем река течёт на юго-запад через округа Дейл и Дженива к границе с Флоридой. Затем она течёт на юг по Флориде (округа Холмс, Уолтон и Бэй) и впадает в заливе Чоктохатчи.
Основные притоки реки — Пи, Литл-Чоктохатчи, Дабл-Бриджес-Крик, Холмс-Крик.

## Флора и фауна
В Чоктохатчи обитает множество рыб, в том числе несколько видов солнечных рыб, канальный сомик и чёрные окуни. В реке происходит нерест осетровых. Американская служба рыбы и дикой природы собрала 522 различных осетра во время исследования, проведённого в октябре и ноябре 2008 года. Размеры варьировались от 1 до 160 фунтов. Также в Чоктохатчи обитает двадцать один вид пресноводных моллюсков, некоторые из которых являются эндемиками.
70 % водосбора Чоктохатчи покрыты лесом; остальная часть — в основном пахотные земли и пастбища.
Флора прибрежных лесов включает в себя болотную сосну, бук крупнолистный, магнолию, лавролистный дуб, липу американскую, клён флоридский и американский падуб. Аллигаторы встречаются только в низовьях реки.

## Качество воды
Качество вод реки — хорошее ввиду малого количества промышленных предприятий. На участке реки во Флориде ухудшается из-за очистных сооружений и мест захоронения отходов животноводства.

## Наводнение
Чоктохатчи не всегда отличалась спокойным поведением. Река затопила Джениву во время наводнений в 1865 и в 1929 году. Первое из них вынудило многих горожан перебраться на более высокие места, примерно в полумиле на север, в то время как второе уничтожило остатки старого города Дженивы. В результате наводнения в марте 1990 года ущерб составил более 88 миллионов долларов США.

## Галерея

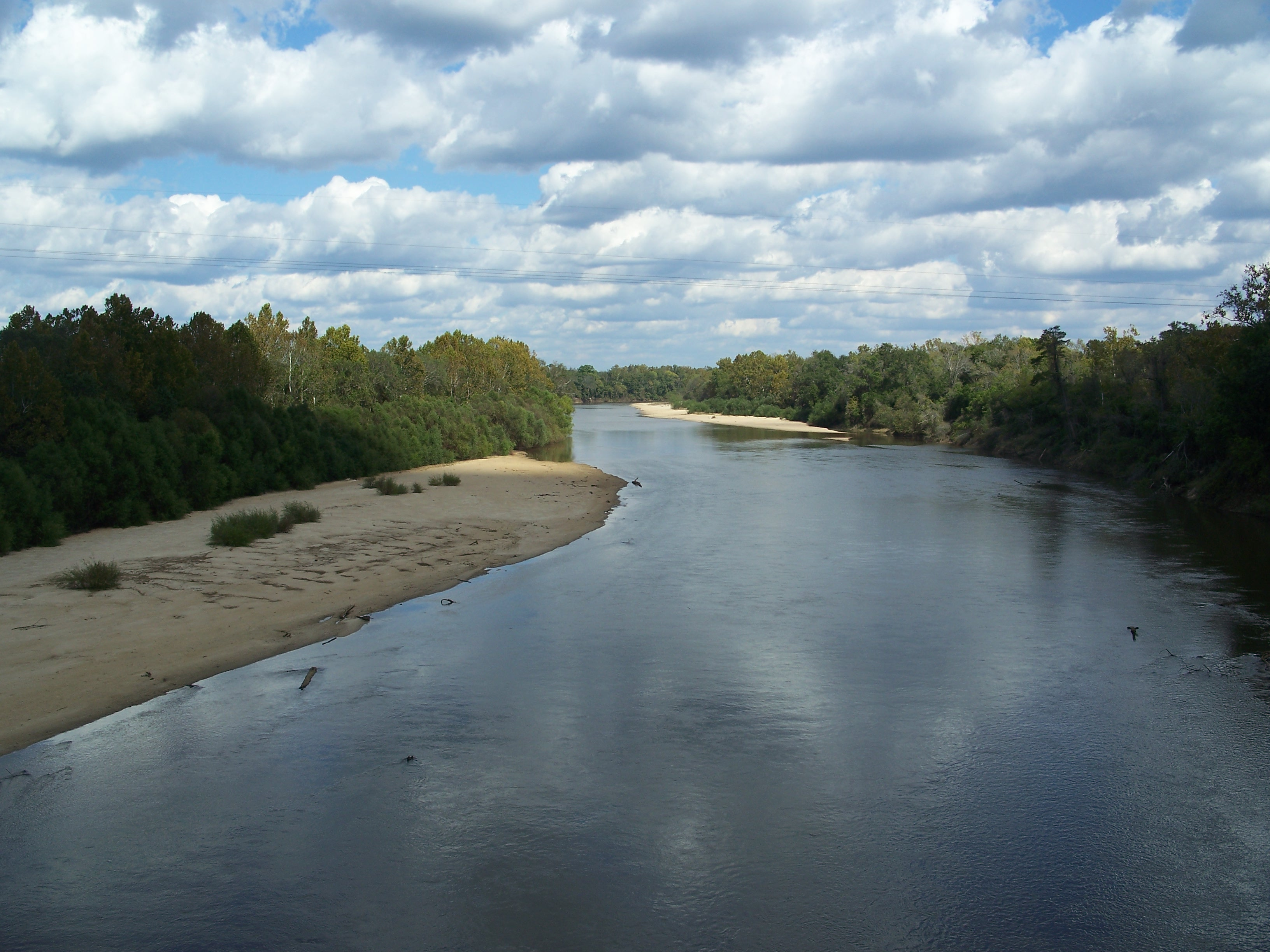
Рядом с Питтманом, округ Холмс, Флорида
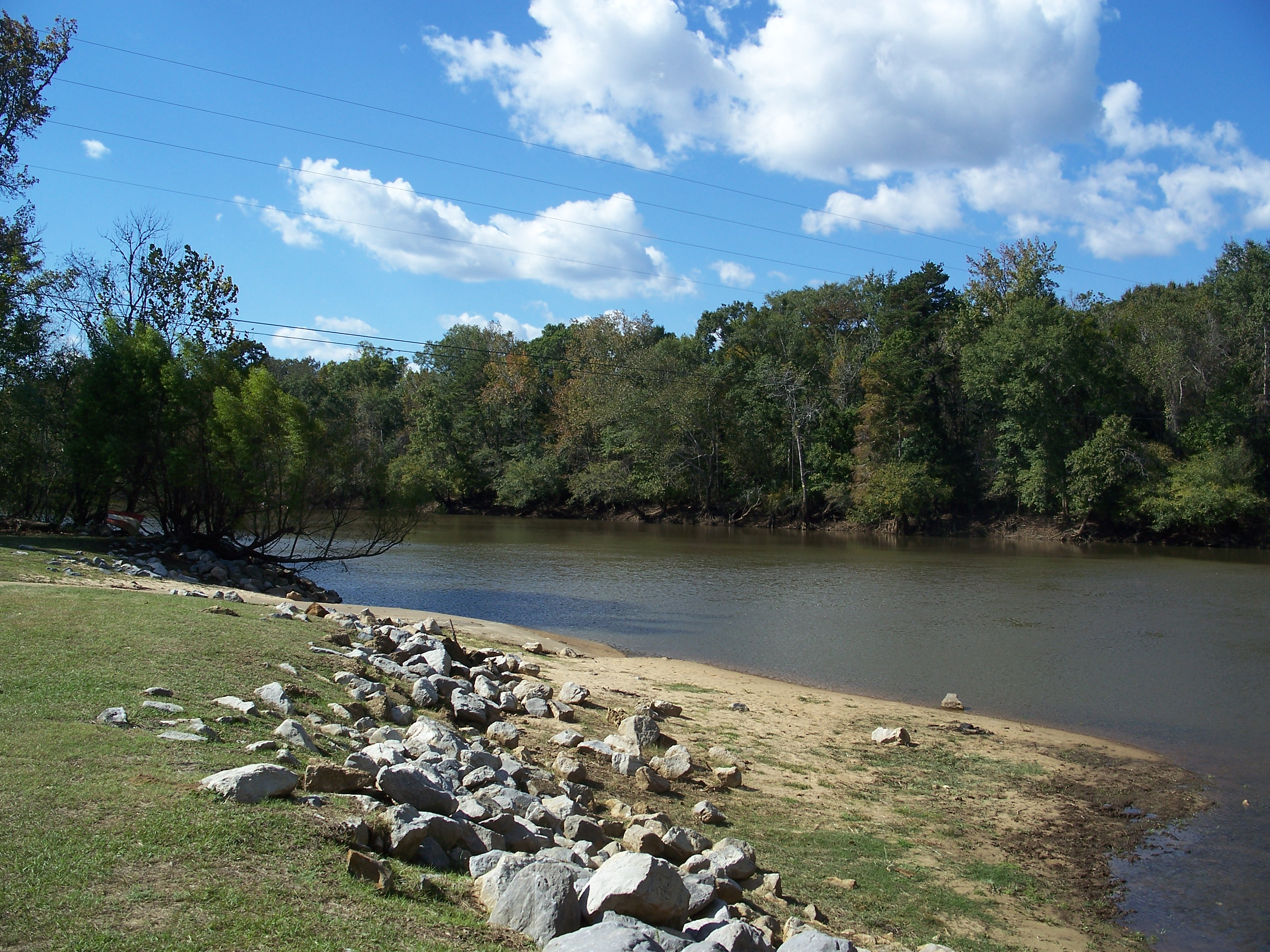
Между Уэствиллом и Кэрвиллом